# Leopoldino (moneta)
Il leopoldino d'oro era una moneta emessa dal 1827 al 1828 dal granduca di Toscana Leopoldo II, dal valore di 80 fiorini d'oro. Era anche chiamata leopoldina d'oro. Aveva il peso di 32,650 g e il diametro di 31 millimetri. Il titolo era di 24 carati. 
Recava al dritto il giglio di Firenze e intorno la legenda LEOPOLDVS II. D. G. P. I. A. P. R. H. ET B. A. A. MAGN. DVX ETR.. In basso c'era la lettera N, iniziale del nome del medaglista, Nideröst.
Al rovescio lo stemma del Granducato di Toscana e in basso l'indicazione del titolo KI 24, 24 carati.

## Monete granducali
Durante il regno di Leopoldo II di Toscana il valore delle monete in circolazione era il seguente:

| Ruspone (oro) | Zecchino (oro) | Francescone (argento) | Fiorino (argento) | Paolo (argento) | Crazia (mistura) | Soldo (rame) | Duetto (rame) | Quattrino (rame) |
| ------------- | -------------- | --------------------- | ----------------- | --------------- | ---------------- | ------------ | ------------- | ---------------- |
| 1             | 3              | 15                    | 60                | 150             | 1200             | 2000         | 3000          | 6000             |
| 6000          | 2000           | 400                   | 100               | 40              | 5                | 3            | 2             | 1                |